# تراموا دارمشتات
تراموا دارمشتات (آلمانی: Trams in Darmstadt) سیستم تراموا در شهر دارمشتات، آلمان است.
این تراموا در سال ۱۸۸۶ با نیروی حرکتی اسب تأسیس و در سال ۱۸۹۷ برقی شده‌است، تراموا دارمشتات دارای ۹ خط، ۱۶۲ ایستگاه و ۴۲ کیلومتر طول است.

## نگارخانه

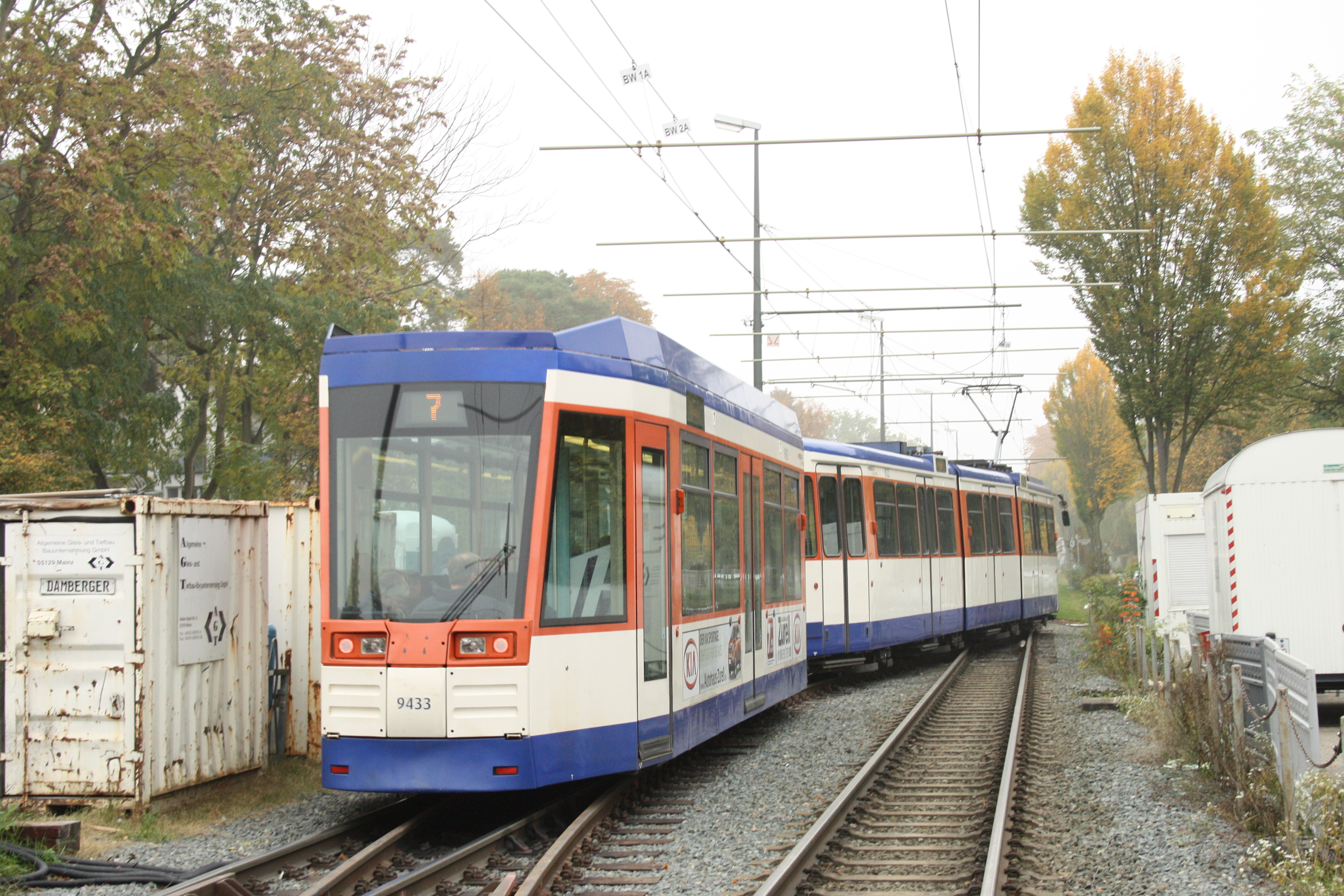
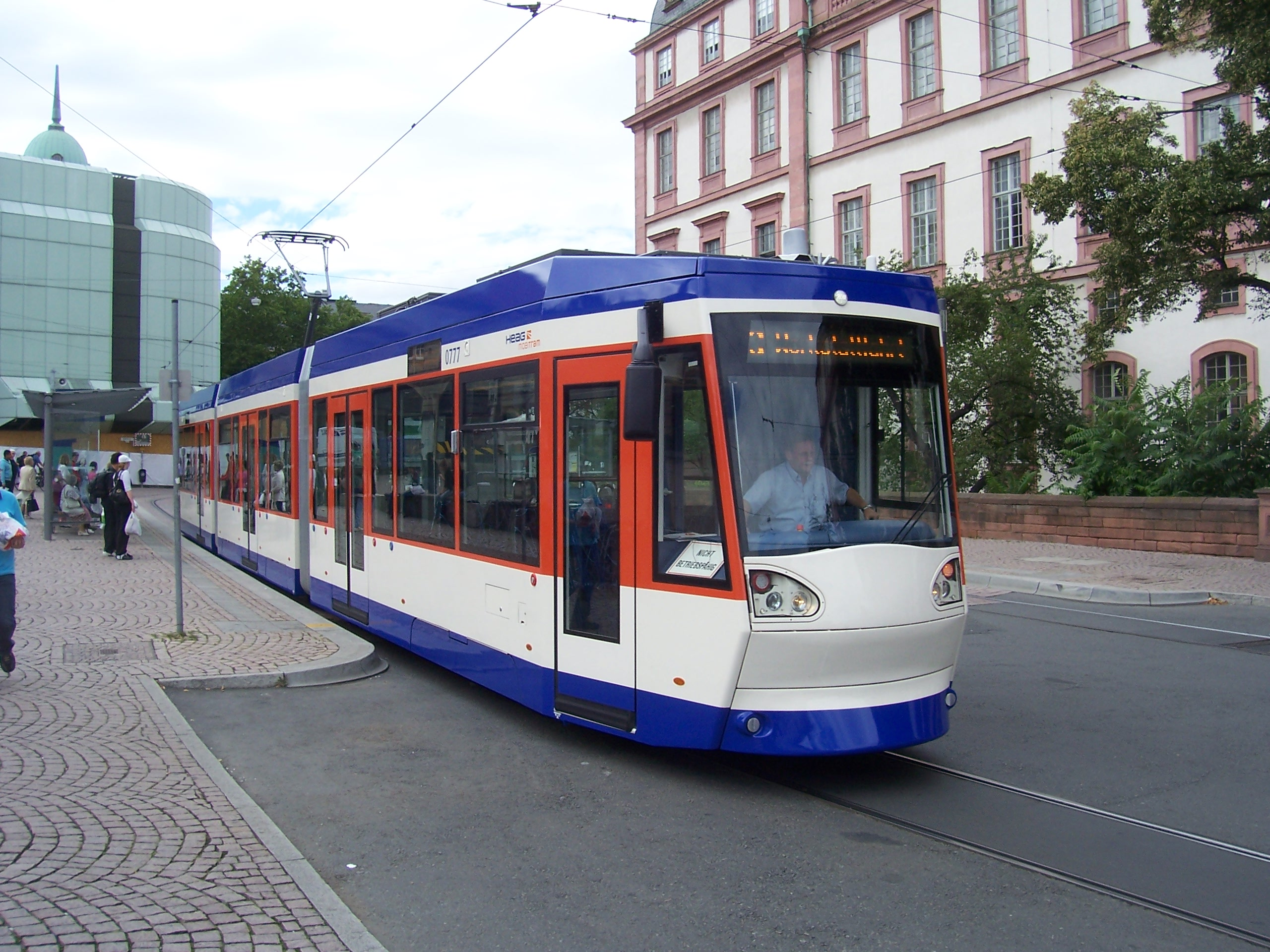
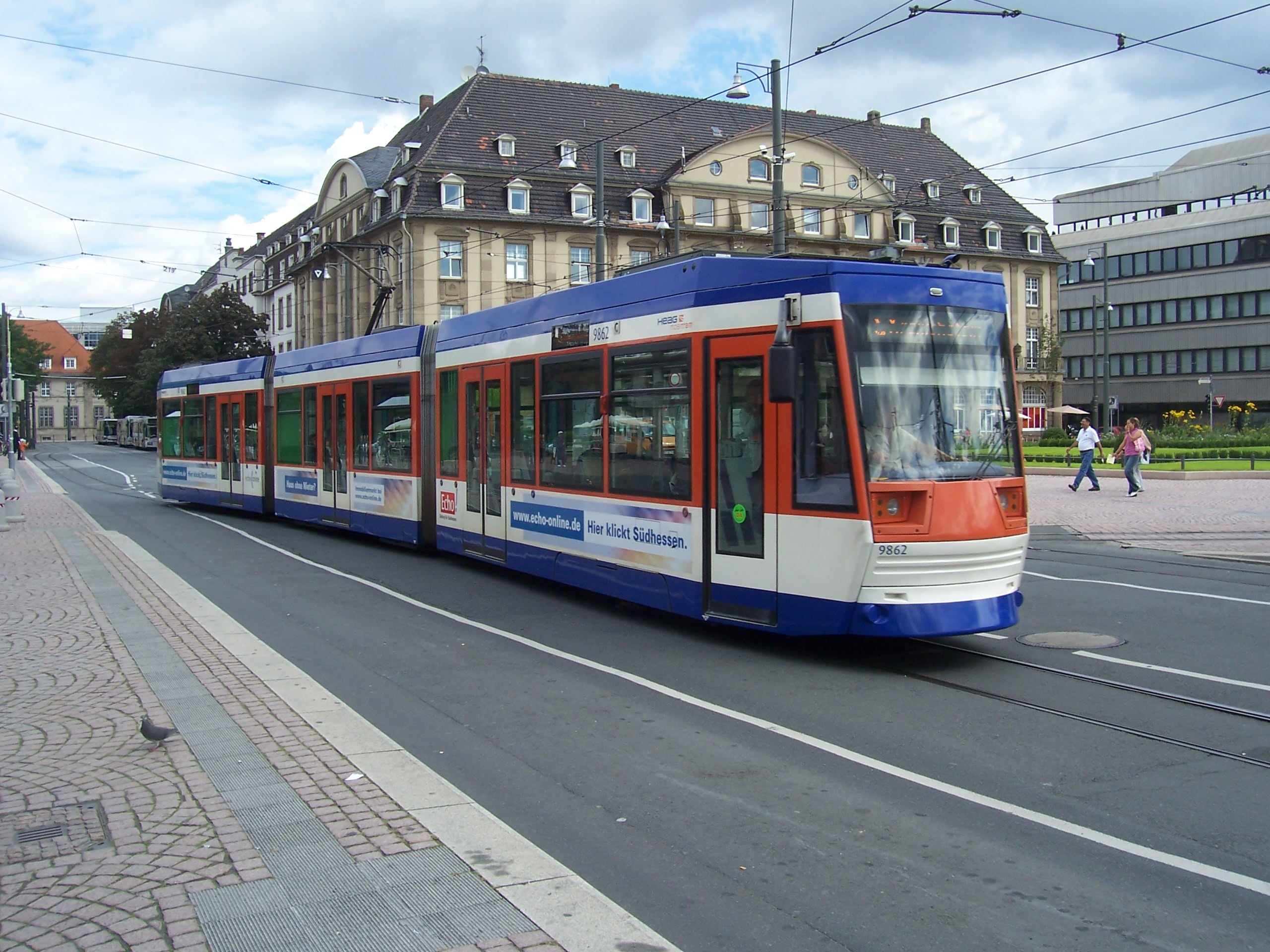